# São Sebastião (Guimarães)
São Sebastião ist ein Ort und eine ehemalige Gemeinde (Freguesia) im Norden Portugals.
São Sebastião gehört zum Kreis und zum Stadtkern von Guimarães im Distrikt Braga. Die Gemeinde hatte eine Fläche von 0,41 km² und 1971 Einwohner (Stand 30. Juni 2011).
Am 29. September 2013 wurden die Gemeinden Guimarães (São Sebastião), Guimarães (Oliveira do Castelo) und Guimarães (São Paio) zur neuen Gemeinde União das Freguesias de Oliveira, São Paio e São Sebastião zusammengeschlossen.

## Bauwerke (Auswahl)
- Convento de São Francisco (Kloster)
- Igreja de São Francisco (Kirche)